# Vicente Gimeno Sendra
José Vicente Gimeno Sendra (Gandia, 3 de juliol de 1949 - El Campello, 22 de novembre de 2020) va ser un jurista valencià. El febrer de 1989 va convertir-se en magistrat del Tribunal Constitucional d'Espanya, a proposta del Senat d'Espanya.